# 온산중학교 축구부
온산중학교 축구부는 울산광역시에 위치한 온산중학교의 축구부이다. 

## 같이 보기
- 온산중학교